# 1545
Відродження •  Реформація •  Доба великих географічних відкриттів •  Ганза

## Геополітична ситуація
Османську державу очолює Сулейман I Пишний (до 1566). Імператором Священної Римської імперії є Карл V Габсбург (до 1555). У Франції королює Франциск I (до 1547).
Середню частину Апеннінського півострова займає Папська область. Неаполітанське королівство на півдні захопила Іспанія. Венеціанська республіка залишається незалежною, Флорентійське герцогство, Генуя та герцогство Міланське входять до складу Священної Римської імперії.
Іспанським королівством править Карл I (до 1555). В Португалії королює Жуан III Благочестивий (до 1557).
Генріх VIII є королем Англії (до 1547). Королем Данії та Норвегії — Кристіан III (до 1559). Королем Швеції — Густав I Ваза (до 1560). Королем частини Угорщини та Богемії є римський король Фердинанд I Габсбург (до 1564). На більшій частині Угорщини править Янош II Жигмонд Заполья як васал турецького султана за регентства матері Ізабелли Ягеллонки. У Польщі королює Сигізмунд I Старий (до 1548), Великим князем литовським є Сигізмунд II Август.
Галичина входить до складу Польщі. Волинь належить Великому князівству Литовському. Московське князівство очолює Іван IV (до 1575).
На заході євразійських степів існують Казанське ханство, Кримське ханство, Астраханське ханство, Ногайська орда. Єгипет захопили турки. Шахом Ірану є сефевід Тахмасп I.
У Китаї править династія Мін. Значними державами Індостану є Імперія Великих Моголів, Біджапурський султанат, Віджаянагара. В Японії триває період Муроматі.
Триває підкорення Америки європейцями. На завойованих землях ацтеків існує віцекоролівство Нова Іспанія.

## Події

### В Україні
- Перша згадка про село Збуж, Костопільський район, Рівненська область.
- Засновано місто Гайсин (районний центр Вінницької області).
- Перша згадка про селище Черняхів (районний центр Житомирської області) в люстрації за 1545 рік.
- Перша згадка про село Тилявка (Шумський район Тернопільської області) 1545 рік.
- Засновано село Гнідин (Бориспільський район Київської області).
- Письмові згадки про: Іваничі (Волинська область), Вороновиця (смт) (Вінницький район), Птича (Дубенський район), Хрінники (Демидівський район), Опарипси (Радивилівський район), Рогізне (Рівненська область), Шубків (Рівненський район), Тучин (Гощанський район), Мирків (Горохівський район).

### У світі
- Московія здійснила невдалий похід на Казань (Московсько-казанська війна (1535—1552)).
- 13 грудня, після трьох невдалих спроб, папа Павло III видав буллу «Laetare Jerusalem», і в італійському місті Тренто відкрився церковний собор, що засідав з перервами з 1545 по 1563 рік для вирішення спірних релігійних питань.
- Англійський та французький флоти зійшлися в протоці Солент. Битва не виявила переможця, але флагман англійського флоту карака Mary Rose затонула.
- Правитель півночі Індостану Шер Шах Сурі загинув унаслідок нещасного випадку з вибухом гарматного пороху. Йому успадкував Іслам Шах Сурі.
- Монгольський правитель Хумаюн заволодів (з допомогою шаха Ірану Тахмаспа I) Кандагаром і Кабулом.
- У Японії рід Уесуґі здійснив невдалу спробу відбити замок Каваґое у роду Ґо-Ходзьо.
- Іспанський мореплавець Іньїго Ортіс де Ретес відкрив Нову Гвінею, яку назвав так через схожість місцевих жителів із мешканцями африканського узбережжя.
- У Новій Кастилії (віцекоролівство Перу, тепер Болівія) поблизу міста Потосі відкрито срібло, що стане основним потоком багатства з Нового Світу в Іспанію.
- У Бразилії засновано місто Сантус.
- Мексику охопила епідемія віспи.
- Джироламо Кардано опублікував книгу «Ars Magna», в якій, зокрема, описав метод розв'язку кубічних рівнянь (формула Кардано).

## Народились
Докладніше: Народилися 1545 року

## Померли
Докладніше: Померли 1545 року